# Längenfeld
Längenfeld è un comune austriaco di 4 480 abitanti nel distretto di Imst, in Tirolo; è situato nella Ötztal.